# Vikantice
Vikantice (niem. Weigelsdorf) – gmina w Czechach, w powiecie Šumperk, w kraju ołomunieckim. Według danych z dnia 1 stycznia 2012 liczyła 78 mieszkańców.